# 伞形飘拂草
伞形飘拂草（学名：Fimbristylis umbellaris）为莎草科飘拂草属下的一个种。